# Thomas Law
Thomas John Law es un actor británico, más conocido por interpretar a Peter Beale en la serie EastEnders.

## Biografía
Es hijo de Robert y Trish Law, tiene dos hermanas.

## Carrera
En el 2005 apareció como invitado en varios episodios de la serie Casualty donde interpretó a Matt Haddon.
El 31 de agosto del 2006 se unió al elenco de la exitosa serie británica EastEnders donde interpretó a Peter Beale, hasta el 24 de diciembre del 2010. Anteriormente Peter fue interpretado por James Martin del 2004 al 2006, Joseph Shade del 1998 hasta el 2004, Alex Stevens del 1997 al 1998 y por Francis Brittin-Snell del 1993 al 1996.
En el 2007 y el 2008 paarticipó en los musicales realizados por EastEnders en favor de Children In Need, el elenco cantó y bailó canciones como "A Little Help from My Friends", Songs From West End Musicals y "Motown Hits".
En el 2010 hizo su debut en el teatro cuando se unió a la obra Peter Pan donde interpretó al personaje principal, Peter Pan.
En el 2013 apareció en la película The World's End donde interpretó a Gary King de joven, la película es protagonizada por los actores Simon Pegg, Nick Frost y Martin Freeman.

## Filmografía

### Series de televisión
| Año         | Título     | Personaje   | Notas         |
| ----------- | ---------- | ----------- | ------------- |
| 2006 - 2010 | EastEnders | Peter Beale | 231 episodios |
| 2005        | Casualty   | Matt Haddon | 4 episodios   |

### Películas
| Año  | Título                               | Personaje            | Notas                                                               |
| ---- | ------------------------------------ | -------------------- | ------------------------------------------------------------------- |
| 2016 | Gutterdammerung                      | Pete The Mod         | junto a Henry Rollins y Grace Jones                                 |
| 2016 | A Cinderella Story: If the Shoe Fits | Reed West            | junto a Sofia Carson                                                |
| 2015 | Unhallowed Ground                    | Daniel Gordon        | junto a Ameet Chana, Poppy Drayton y Marcus Griffiths               |
| 2013 | The World's End                      | Gary King (de joven) | junto a Zachary Bailess, Jasper Levine, James Tarpey y Luke Bromley |

### Teatro
| Año  | Obra            | Personaje | Notas                                                 |
| ---- | --------------- | --------- | ----------------------------------------------------- |
| 2015 | Beautiful Thing | Ste       | junto a Charlie Brooks, Gerard McCarthy & Sam Jackson |
| 2010 | Peter Pan       | Peter Pan | -                                                     |